# 브리야사바랭
브리야사바랭(프랑스어: brillat-savarin)은 프랑스의 소젖 치즈이다. 1890년대 센마리팀주의 포르주레소 (Forges-les-Eaux)에서 개발되었다.